# Dereköy (Kırklareli)
Dereköy (bulgarisch Дерекьой/Каваклъ oder Дере кьой/Dere Koj) ist ein Dorf in der Gemeinde Kırklareli in der Provinz Kırklareli im türkischen Thrakien, inmitten des Strandscha-Gebirges. Das Dorf liegt etwa 20 km nördlich der Provinzhauptstadt Kırklareli unweit der Grenze zu Bulgarien und dem Grenzübergang Malko Tarnowo-Dereköy.

## Geschichte
Im 19. Jahrhundert war Dereköy ein bulgarisches Dorf (siehe Thrakische Bulgaren) in der kaza Kırklareli im Vilâyet Edirne. 1873 bestand das Dorf aus 360 Haushalten mit 1684 Bulgaren.
Nach dem Russisch-Osmanischen Krieg von 1877 bis 1878 siedelten sich erste Familien in Rasgrad und Tutrakan im Fürstentum Bulgarien an. Laut einer Statistik von Ljubomir Miletitsch hatte Dereköy im Jahre 1900 etwa 150 Haushalte und 634 Einwohner, die alle christliche Bulgaren waren.
Während des Ilinden-Preobraschenie-Aufstandes von 1903 gehörte das Dorf zur sogenannten Strandscha-Region im Adrianopol-Kampfgebiet sowie der Strandscha-Republik. Bei der Niederschlagung des Aufstandes wurde das Dorf von der türkischen Armee angezündet. Über ein Drittel der Häuser, die bulgarische Kirche und die bulgarische Schule wurden niedergebrannt. 10 Dorfbewohner verloren ihr Leben.
Nach dem Ausbruch des Balkankrieges im Jahr 1912 kämpften 16 Freiwillige aus Dereköy im Makedonien-Adrianopel-Freiwilligen-Korps der bulgarischen Armee. 1913 nach dem Ausbruch des Zweiten Balkankrieges, als die türkische Armee Ostthrakien zurückeroberte, flüchtete die gesamte bulgarische Bevölkerung von Dereköy in das Zarentum Bulgarien.

## Persönlichkeiten
Geboren in Dereköy
- Atanas Christow (1858–?), bulgarischer Revolutionär
- Dimitar Ajanow (1882–1952), bulgarischer Revolutionär und Offizier
- Georgi Popajanow (1858–1951), bulgarischer Revolutionär
- Stojtscho Ajanow (1846–1929), bulgarischer Revolutionär und Geistlicher

Gestorben in Dereköy
- Foltscho Wojwoda (1825–1866), bulgarischer Revolutionär